# Charles met streepjestrui
Charles met streepjestrui (Frans: Charles au jersey rayé) is een schilderij uit 1898 van de Belgische kunstschilder Henri Evenepoel (Nice 1872 - Parijs 1899). In 2008 werd het schilderij, ter ere van Anne en André Leysen, geschonken aan het Erfgoedfonds van de Koning Boudewijnstichting. Het doek van 73 x 50 cm zal bij de heropening van het Koninklijk Museum voor Schone Kunsten Antwerpen aan het Antwerpse museum in bruikleen worden gegeven.

## Context
Henri Evenepoel was de zoon van een muziekkenner en zelf een schilder en amateurfotograaf. Hij studeerde van 1892 tot 1899 bij Gustave Moreau, de beroemde voorloper van het symbolisme. Hij werd er bevriend met medestudent Henri Matisse en zou ook diens dochtertje schilderen. Meer dan veertig jaar later zou Matisse nog steeds herinneringen ophalen aan het "buitengewone colorische talent" van zijn medestudent Evenepoel. Om een veilige bron van inkomsten voor zichzelf te voorzien, legde Evenepoel zich tijdens zijn studie toe op het ontwerpen van reclameaffiches. In zijn foto's experimenteerde hij soms met schaduw, licht en composities, maar in tegenstelling tot tijdgenoten zoals George Breitner, gebruikte hij als schilder de fotografie niet.
Matisse vervaardigde schilderijen waarin kleurvlakken zonder al te veel verband met de driedimensionale werkelijkheid autonoom gebruikt werden. Critici doopten zijn stijl het “fauvisme”. In de schilderijen van Evenepoel was er nog lang geen sprake van een autonoom, fauvistisch kleurgebruik. Evenepoel was vooral geïnteresseerd in de kunst van de zogenaamde Nabis. Evenepoels composities, de vormgeving van de personages en zijn kleurenpalet staan vaak dichter bij het vroege werk van Pierre Bonnard en Edouard Vuillard.
De kunstenaar van Charles met streepjestrui is voornamelijk bekend om zijn kinderportretten, waarvoor vaak kinderen uit zijn omgeving model stonden. De vaakst in beeld gebrachte kinderen zijn de drie kinderen van zijn nicht Louise Van Mattemburgh. Zij was getrouwd met ene De Mey en woonde in Parijs. Tijdens Evenepoels studie mocht hij intrekken bij zijn nicht en haar echtgenoot. Het was wellicht daar dat hun geheime romance ontstond, van waaruit Charles geboren werd. Louise en de kunstenaar wensten te huwen nadat Louise van haar echtgenoot was gescheiden. Dat zou echter niet gebeuren, gezien de kunstenaar in 1899 overleed aan tyfus. Doordat Charles tevens zijn zoon was, beeldde Evenepoel het kind tijdens zijn leven anders af dan de twee dochters (Henriette en Sophie) van zijn nicht. In de verschillende portretten van het kind werd hij met een zekere levensernst geschilderd, waaronder in dit portret waarin de jongen een ernstige en stilzwijgende houding heeft.

## Beschrijving
Charles met streepjestrui is duidelijk niet naar een foto, maar naar levend model, in de stijl van het symbolisme geschilderd. Het portretteert een jongen die in zijwaartse richting kijkt. Hij draagt een zwarte broek en streepjestrui. Deze marinière werd in 1858 oorspronkelijk ingevoerd als Frans matrozenuniform. Het was een eenvoudige, dunne pull in jersey met opvallende afwisseling van horizontale goedkope witte en wat duurdere donkerblauwe - de zogenaamde Bretonse - strepen. Dit strepenpatroon bepaalde van oudsher de lage rang van de matrozen aan boord van een schip. In de loop van de twintigste eeuw zou het strepenpatroon van de marinière herhaaldelijk met succes worden opgepikt door stylistes als Coco Chanel of Jean-Paul Gaultier.
In vergelijking met andere kinderportretten van Evenepoel wijkt Charles met streepjestrui sterk af door de toepassing van geometrische vlakken in warme kleuren. Die bracht de kunstenaar aan om de aandacht van de toeschouwer naar het hoofd van de jongen te leiden. Bovendien komt de jongen hierdoor los van het vertrek. Deze compositiemethode en het overvloedig gebruik van zwart doen denken aan sommige Japanse prenten. Maar de kwaliteit van de kleurtinten die Evenepoel gekozen heeft op zich en in relatie tot elkaar is belangrijker dan de sterkte of de intensiteit van de kleurcontrasten: genuanceerde tinten van zwart, rood, grijzig blauw, blond, oranje bruin, herhaling van blauwe accenten rondom het blonde haar van Charles en aan de gele pantoffels aan zijn voeten. Het lege vertrek symboliseert de onderlinge afstand tussen zoon Charles en vader Henri.

## Postzegels
Rond 1972, ongeveer honderd jaar na de geboorte van de schilder, werden er twee Belgische postzegels uitgegeven die de kunstenaar herdachten. De ene postzegel gaf dit schilderij weer, de andere postzegel toonde een werk waarin zijn zus Henriette werd afgebeeld met een grote hoed.